# Jean-Michel Atlan
Jean-Michel Atlan (Constantine, Algerije, 23 januari 1913 - Meudon, Frankrijk, 12 februari 1960) was een Joods-Franse kunstschilder.
Atlan verhuisde naar Parijs in 1930 en studeerde daar filosofie aan de Sorbonne, waar hij later ook les gaf. Als Jood overleefde hij de Tweede Wereldoorlog door onder te duiken in een tehuis voor geestesziekten, nadat hij eerder gearresteerd was als lid van het Franse verzet. In dit tehuis leerde hij zich zelf schilderen en schrijven.
In 1944 keerde hij terug naar Parijs, waar hij in 1946 zijn eerste expositie had, samen met schilders als Georges Braque en Henri Matisse. In dat jaar ontmoette hij Asger Jorn en sloot zich aan bij de Cobra-groep. Zijn atelier werd een ontmoetingsplaats voor Cobra leden in Parijs.
Zijn werk staat bekend om het gebruik van pasteltinten, waarbij de kleurvlakken met dikke zwarte lijnen zijn omrand. Er is een duidelijke invloed van Cobra te zien, maar Atlan behield altijd een eigen stijl.

## Werken
- Zonder titel, 1954[1]
- Rythmes Africains, 1957
- Sagittaire, 1959[2]

- Auckland Art Gallery Toi o Tāmaki: 1717
- Biblioteca Nacional de España: XX4877466
- Bibliothèque nationale de France: cb118893517 (data)
- Gemeinsame Normdatei: 119047713
- International Standard Name Identifier: 0000 0001 0854 8669
- Library of Congress Control Number: n88610405
- National Gallery of Victoria: 3376
- Nationale Bibliotheek van Israël: 987007509753705171
- Nederlandse Thesaurus van Auteursnamen: 308180380
- RKD-Nederlands Instituut voor Kunstgeschiedenis: 2863
- Istituto Centrale per il Catalogo Unico: RMSV586932
- SNAC: w6x66cm5
- Système universitaire de documentation: 027280799
- Trove: 1147542
- Union List of Artist Names: 500055885
- Virtual International Authority File: 7386238
- WorldCat: E39PBJwdjrBgttQWj3TPpr9hpP